# 名鉄1600系電車
名鉄1600系電車（めいてつ1600けいでんしゃ）は、かつて名古屋鉄道（名鉄）で使用されていた特急形車両である。
1999年（平成11年）に登場し、展望席は無かったものの「パノラマsuper」の愛称が与えられていた。

## 概要
特急指定席車の一部に使用されていた7000系白帯車の置き換えを目的として導入された。1000系と同様に「パノラマsuper」の車両愛称を持っていたが、展望席は存在しなかった。
本系列の開発段階においては中部国際空港への旅客輸送と当時有料特急における昼間の輸送力の適正化も考慮され、従来の1000系より1両少ない3両編成となった。4本12両が投入され、本系列の投入によって7000系白帯車が有料特急から退役し、同年のダイヤ改正から「指定席車」も「特別車」に改称されたため、本系列は最初から「特別車」として運行された。

## 車両概説

### 車体

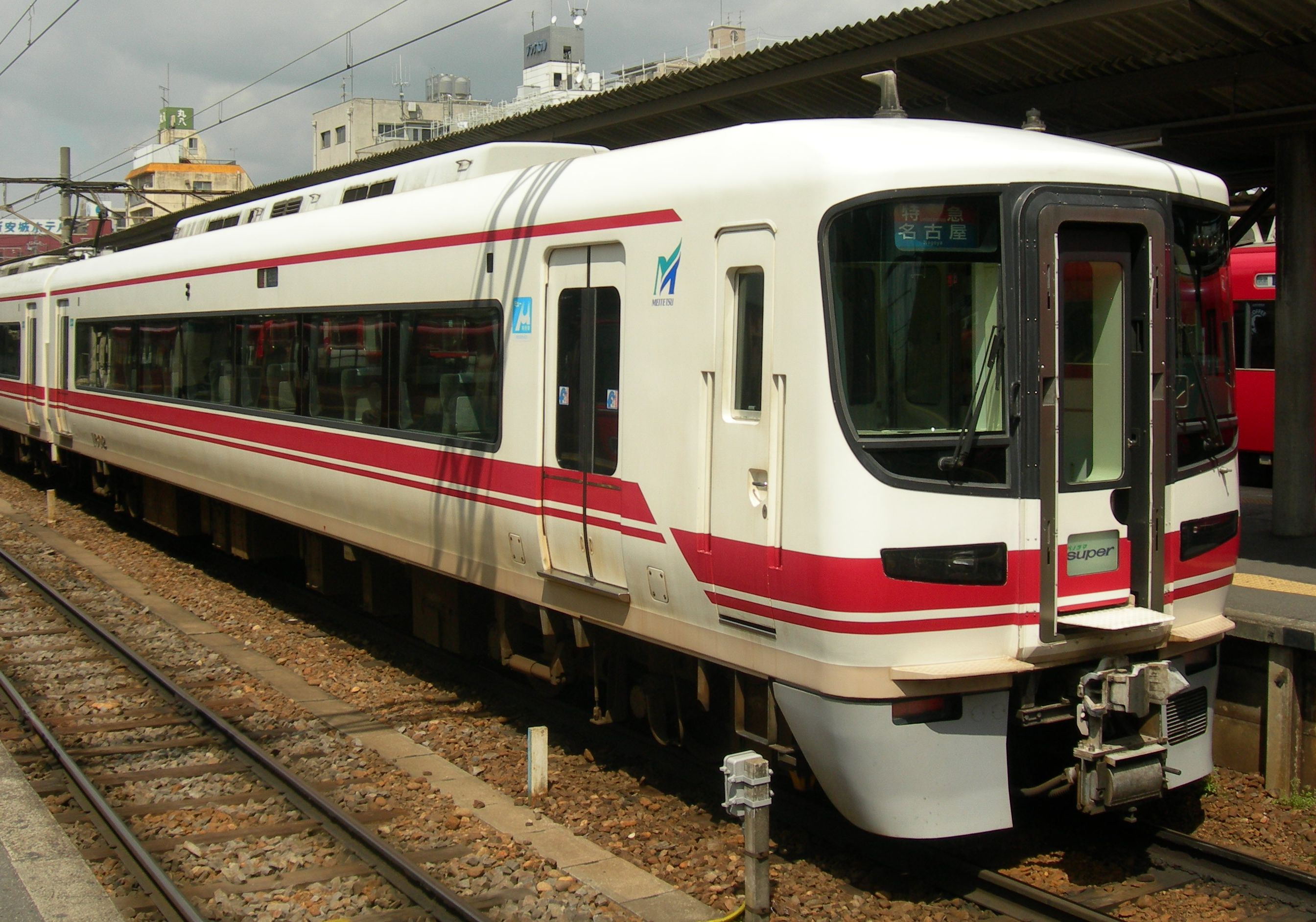
ク1600形

車体傾斜システム装備を前提として車体幅を2,700 mmに抑え、さらに側構の内傾角度と裾の絞りを大きくした。裾の台枠部分のみは垂直としている。1000系と同じく先頭車の全長は20 m級であるが、台車中心間を短くオーバーハングを長く取ったことから吉良吉田駅にも入線可能であった。
側窓は連続型の側窓が本系列から復活し、天地寸法は850 mm、窓框高さは715 mm、床面高さは1,140 mmである。側扉は乗降時間の短縮を目的に、一般的な特急専用車両に見られる片開き扉ではなく、両開き式開口幅1,000 mmのものが採用されている。
塗装はアイボリーホワイトをベースに赤いラインが入ったもので、裾部はベージュのラインが入る1000系と共通のものとなっている。貫通扉下には行灯式のヘッドマークが装備され、「パノラマSuper」の愛称ロゴが表示される。灯具類は1000系と同様の3連式だが形状が異なり、さらに横長のLED標識灯（尾灯）がスカートの付け根付近に備わった。
先頭部は自動幌連結装置を備えた貫通式で、名鉄での先頭貫通式の電車は200系以来5年ぶりとなる。これにより、2本の編成を連結した6両編成で、編成間の自由な行き来が可能となる予定であった。しかし、先頭車前位の大きなオーバーハングに対して幌の設計が適切でなかったため、試運転時に国府駅構内の分岐器通過で自動幌連結装置が破損する欠陥が発覚し、運行開始からしばらくの間この幌は使用されていなかった。その後2005年（平成17年）夏の臨時ダイヤ（空港線輸送力増強）を前に自動幌連結装置の改良が施され、営業運転でも使用されるようになった。
屋根の高さは3100系以降の限界拡張に基づいて1000系より65 mm高くなっている。この車体断面形状は2000系・2200系などにも受け継がれた。冷房装置は集約分散式で能力は1000系と同じ15,000 kcal/h×2（型式 RPU-6015）のロスナイ併用だが、室外機カバーは連続形となった。

### 内装

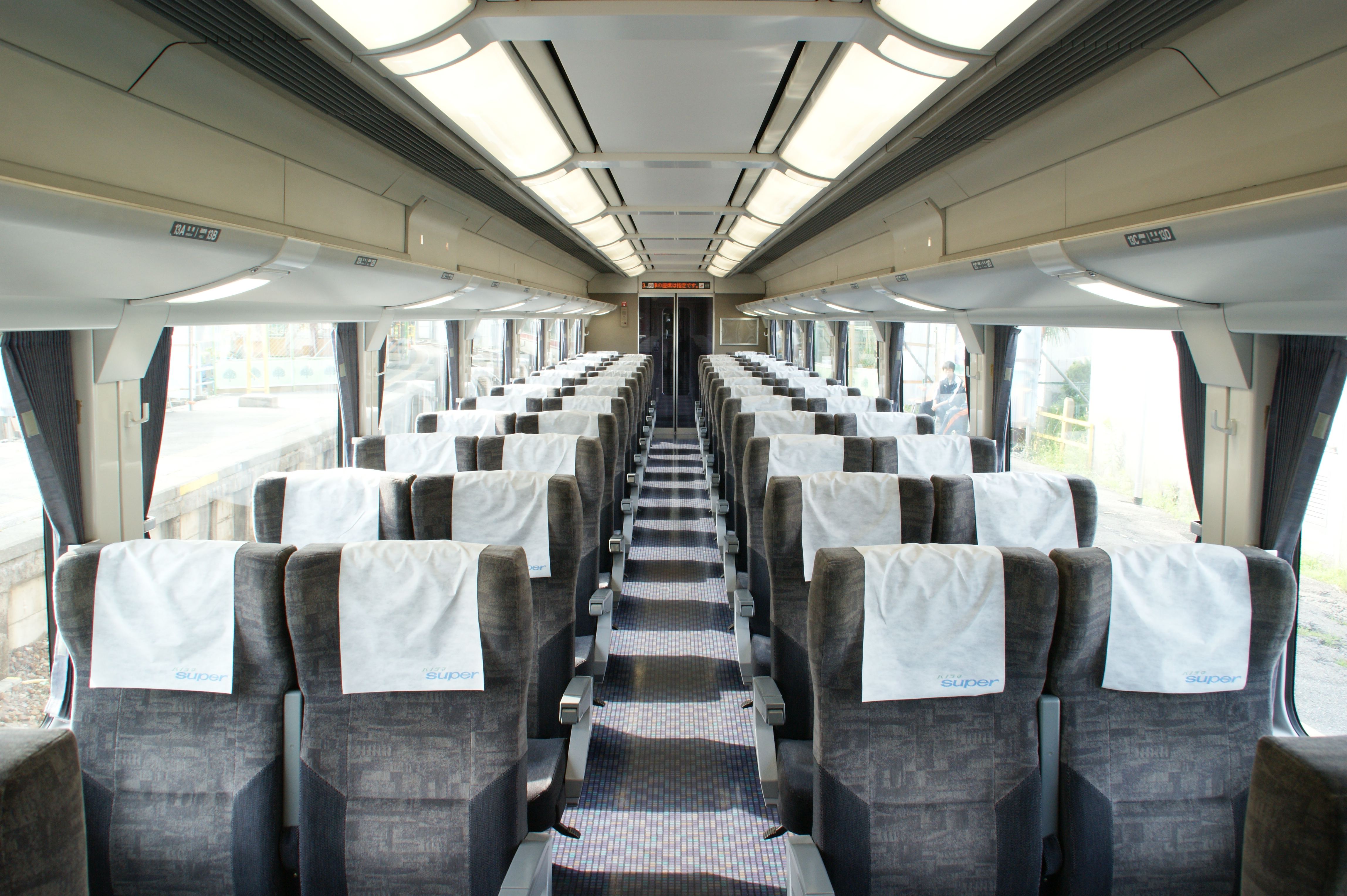
室内

2+2列のリクライニングシートが配置されており、出入り台付近はラッシュ時の乗降を配慮して1+1列の配置となる。腰掛はセピア色、床はパープル系、グレーとブルーのカーテンを装備し、全体的に落ち着いた色調となっている。シートピッチは1,000 mmで、背面に折り畳みテーブルを装備している。客室扉上には車内案内表示器を装備する。乗降ドアには名鉄の特急形車両では初のドアチャイムが設置された。サ1650形にカード式公衆電話、名鉄の車両で初のユニバーサルデザイン対応の洋式トイレ、飲料自動販売機が設置されている。
運転席はスペースの関係上3500・3700系とは異なる右手ワンハンドルマスコンを採用し、カラーLCD式のモニタ装置が設置されている。

### 機器類
- | [icon] | この節の加筆が望まれています。 （2021年12月） |

名鉄特急では初となるVVVFインバータ（IGBT素子）を採用し、1C1M個別制御する。電動車を3両編成中1両のみとしたため、3500系・3700系・3100系よりもモーター出力を向上させた。雨天時の空転対策として低加速スイッチを新たに設けている。SIVは3両分を賄うため本系列固有の100 kVAのものをモ1700に搭載した。
ブレーキは名鉄特急車両で初となる回生併用の電気指令式を採用し、常用ブレーキについてはT車遅れ込め減算方式を採用した。また、各軸制御のABSを装備し、雨天時のブレーキ距離の短縮およびフラットの発生を抑制を図っている。
台車はSUミンデン式ボルスタレス台車（Zリンク牽引式）で、1601Fには空気ばねを伸縮させる車体傾斜システムを導入して試験が行われた。この成果はのちに2000系へと反映された。
空調装置は東芝製RPU-6015が採用されたが、この空調装置は冷媒にR407Cを使用しており、当時の国内鉄道車両用の空調装置としては、初めて新冷媒のR407Cを使用したものである。ただし、同じ新冷媒を採用した空調装置は、先に東急3000系（2代）用として登場しているが、東急3000系（2代）は目黒線用に使用される車両であったため、営業車としてのデビューは名鉄1600系の方が先になった。

## 運用

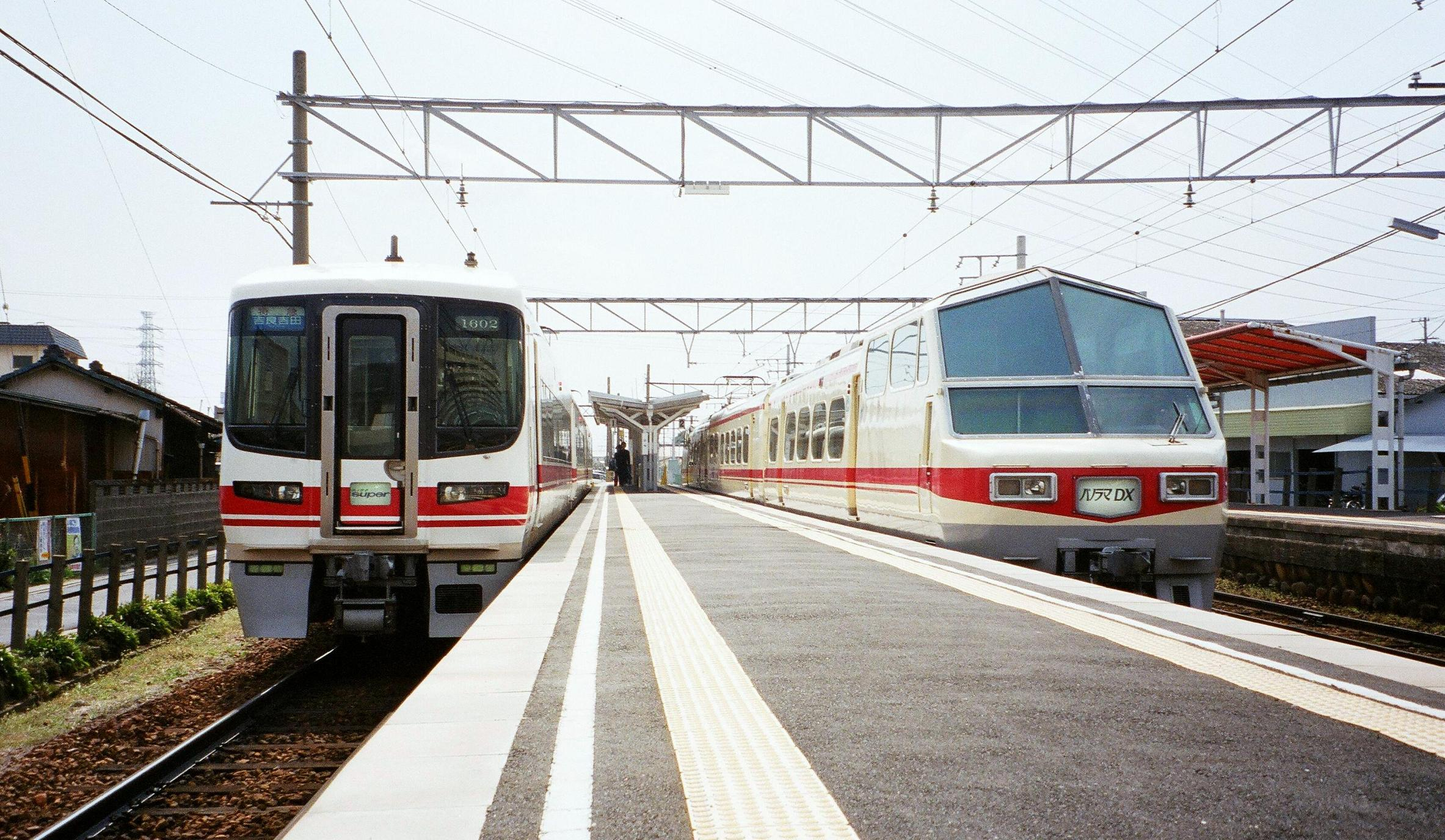
佐屋駅に停車中の1600系

初期の計画では、本系列も3500系などと編成を組み、一部特別車の急行で用いる予定であったが、計画の変更により特別車の連結は従来通り特急以上（臨時で急行、準急等での運用あり）となったため、2300系を使用する一部特別車特急の運行に変更され、中部国際空港開港以後空港線への入線は繁忙期などに限られていた。
2005年（平成17年）以降は主として名鉄名古屋 - 西尾間で運転されていたが、朝夕には津島線を経由して尾西線佐屋まで、西尾線の吉良吉田まで運転されていた。就役から同年1月29日のダイヤ改正までは、前記の目的により、上記のほかに犬山線・常滑線・河和線・知多新線で、乗客の少ない日中時間帯の特急に加え、朝夕に運転された広見線新可児 - 名古屋本線神宮前間の特急や、常滑線常滑駅発着の特急にも用いられ、また同年初めまでは豊川線にも入線し、正月の豊川稲荷発着の臨時特急に充当されたほか、新鵜沼（岐阜基地航空祭開催時は三柿野）発の定期特急（平日の上り1本のみ）でも運用された。
2008年（平成20年）12月27日に実施されるダイヤ改正での列車種別の見直しに先立ち、同年6月29日のダイヤ改正で西尾線の特急は1往復を除き快速急行に格下げされたため、1600系の定期運用は終了した。7月13日には三河線豊田市駅 - 知立駅間で「1600系さよなら3両運転」を行い、1600系としての営業運転はすべて終了した。

### 1700系への改造
1600系としての運用終了後、ク1600形（豊橋方先頭車）は4両全車が廃車となった。それ以外のモ1700形・サ1650形は改番されずに1700系に改造され、方向転換の上で新製された2300系（2330番台）と編成を組み、一部特別車の6両編成となった。なお、ク1600形の台車をはじめとする走行機器の一部が2300系（2330番台）に流用されている。
2021年（令和3年）までに、特別車部分の2両を2200系に差し替える形でモ1700形・サ1650形は全車廃車となり、1600系を出自とする車両は名鉄から消滅した。廃車後は全車両が解体されており現存しない。

## 編成表
凡例Tc …制御車、Mc …制御電動車、T …付随車
VVVF/SIV…制御装置・補助電源装置、CP…電動空気圧縮機、PT…集電装置
| [ 5 ]    | ← 豊橋岐阜 → | ← 豊橋岐阜 → | ← 豊橋岐阜 → | 落成日    | ク1600廃車日 |
| 形式     | ク1600       | サ1650       | モ1700       | 落成日    | ク1600廃車日 |
| 区分     | Tc           | T            | Mc           | 落成日    | ク1600廃車日 |
| 車両番号 |              |              |              |           |              |
| 1601     | 1651         | 1701         | 1999/4/13    | 2008/8/18 |              |
| 1602     | 1652         | 1702         | 1999/4/13    | 2008/8/18 |              |
| 1603     | 1653         | 1703         | 1999/4/22    | 2008/8/18 |              |
| 1604     | 1654         | 1704         | 1999/4/22    | 2008/8/18 |              |
| 搭載機器 | CP           | CP,PT        | VVVF/SIV,PT  |           |              |